# Tałoje (Buriacja)
Tałoje (ros. Талое) – wieś w Rosji, w Buriacji, w rejonie tunkińskim. W 2010 liczyła 183 mieszkańców.